# Wittus Witt

Wittus Witt (2019)

Wittus Witt (* 7. August 1949 als Hans-Günter Herbert Witt in Bockhorst) ist ein deutscher Zauberkünstler, Autor, ehemaliger Galerist, Museumsdirektor und Herausgeber.

## Leben und Wirken
Wittus Witt ist der Urenkel des Leipziger Architekten Paul Richter. Er legte 1971 am CJD-Gymnasium im ostwestfälischen Versmold sein Abitur ab und studierte anschließend künstlerisches Lehramt an der  Kunstakademie Düsseldorf bei Joseph Beuys. Nach der Entlassung von Beuys wechselte Witt an die Fachhochschule für Design in Düsseldorf, wo er 1976 sein Diplom als Designer erwarb. Während des Studiums begann er mit Straßenzauberei. Dabei entdeckte ihn 1975 Jean Pütz vom WDR Köln. Seitdem trat er über zweihundertmal im Fernsehen auf. Von 1993 bis 1996 hatte er seine eigene Fernseh-Zauberserie im WDR Tele-Zauber mit Wittus Witt. Darüber hinaus moderierte er Fernsehsendungen. Von 1993 bis 1995 zauberte er regelmäßig interaktiv im Hörfunk per Telefon mit Anrufern, die ins Studio geschaltet wurden.
Witt gehört mit zu den Gründungsmitgliedern der Vereinigung von hauptberuflichen Zauberkünstlern „Die Profis“, die sich 1989 zum ersten Mal trafen.
Außerdem wurde er beim Publikum mit Buchveröffentlichungen bekannt. Mit seiner Sammlung von historischen Zauberkästen bestückte er viele Ausstellungen im In- und Ausland. 2004 wurde ein Teil der Sammlung im Auktionshaus für antikes Spielzeug in Winterthur versteigert. Für seine Kollegen gibt Witt seit 1977 das einzige Branchenverzeichnis für Zauberkünstler  „Gelbe Zauberseiten“ heraus. Im Jahr 2000 übernahm er Deutschlands Fachzeitschrift für Zauberkünstler, die 1952 gegründete Magische Welt, in der er zuvor bereits Artikel und eine Kolumne veröffentlichte und führte sie zu einer auflagenstarken Fachpublikation in Europa.
Mit Theaterauftritten gastierte Witt im Düsseldorfer Kom(m)ödchen, im Kabarett Die Stachelschweine in Berlin und im Renitenztheater Stuttgart. In Volkshochschulen hielt er Vorträge zur Zauberkunst.
1980 rief Witt das erste deutsche Zauberhistoriker- und Sammlersymposium ins Leben, das seitdem in verschiedenen Städten von Zauberkünstlern organisiert wird. Im Jahr 2006 gründete er am Theater Mülheim das Zauber-Theater-Festival, das insgesamt viermal veranstaltet wurde. 2011 organisierte Witt die 1. Hamburger Zaubernächte im Kellertheater Hamburg. 2012 folgten die 2. Hamburger Zaubernächte. Im selben Jahr eröffnete er Deutschlands erste Zaubergalerie Galerie-W, in der Ausstellungen zur Zauberkunst gezeigt und Werke bildender Künstler ausgestellt werden. 2013 organisierte Witt die 2005 in Paris ins Leben gerufene  5. europäische Zauberhistorikerkonferenz (EMHC) mit dem Ehrengast Edwin Alfred Dawes. Ebenfalls wurde auf der 5. EMHC zum 7. Mal der Johann Nepomuk Hofzinser-Gedächtnisring vergeben. Parallel zur EMHC fanden im Spiegelsaal des Museums für Kunst & Gewerbe die 3. Hamburger Zaubernächte statt. 2014 startete Witt die Zauber-Pedia, ein Online-Lexikon zum Thema Zauberkunst.
2019 fungierte Wittus Witt als Jury-Leiter für den internationalen Kulturpreis der Zauberkunst von Neu-Ulm. Der Preis wurde zur Eröffnung der 150-Jahrfeier der Stadt Neu-Ulm in der Ratiopharm-Arena vergeben.
Im Dezember 2022 eröffnete Witt in Hamburg das „erste deutsche Zaubermuseum“ Zaubermuseum Bellachini.

## Fernsehsendungen (Auswahl)

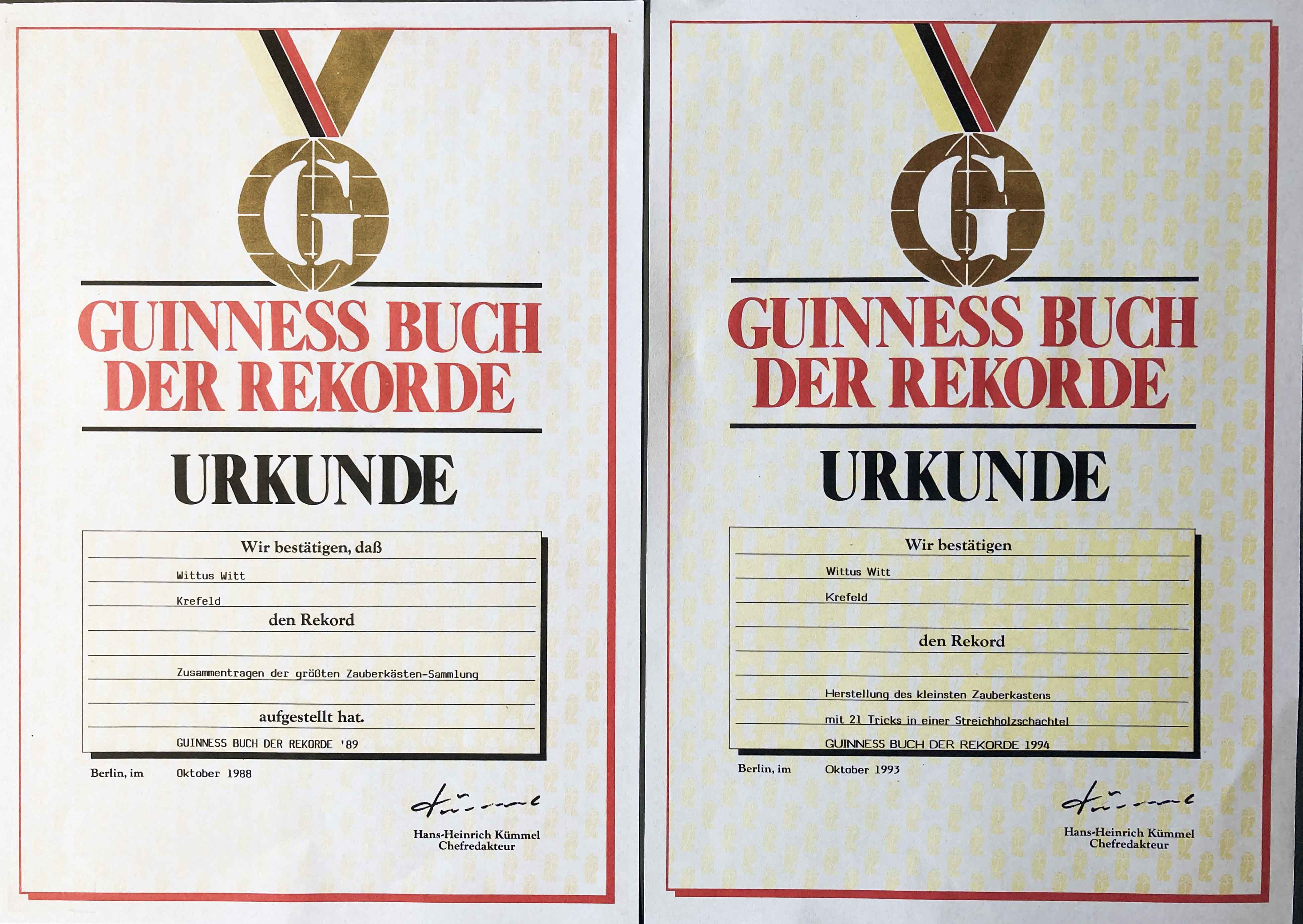
Guinness-Urkunden für Wittus Witt

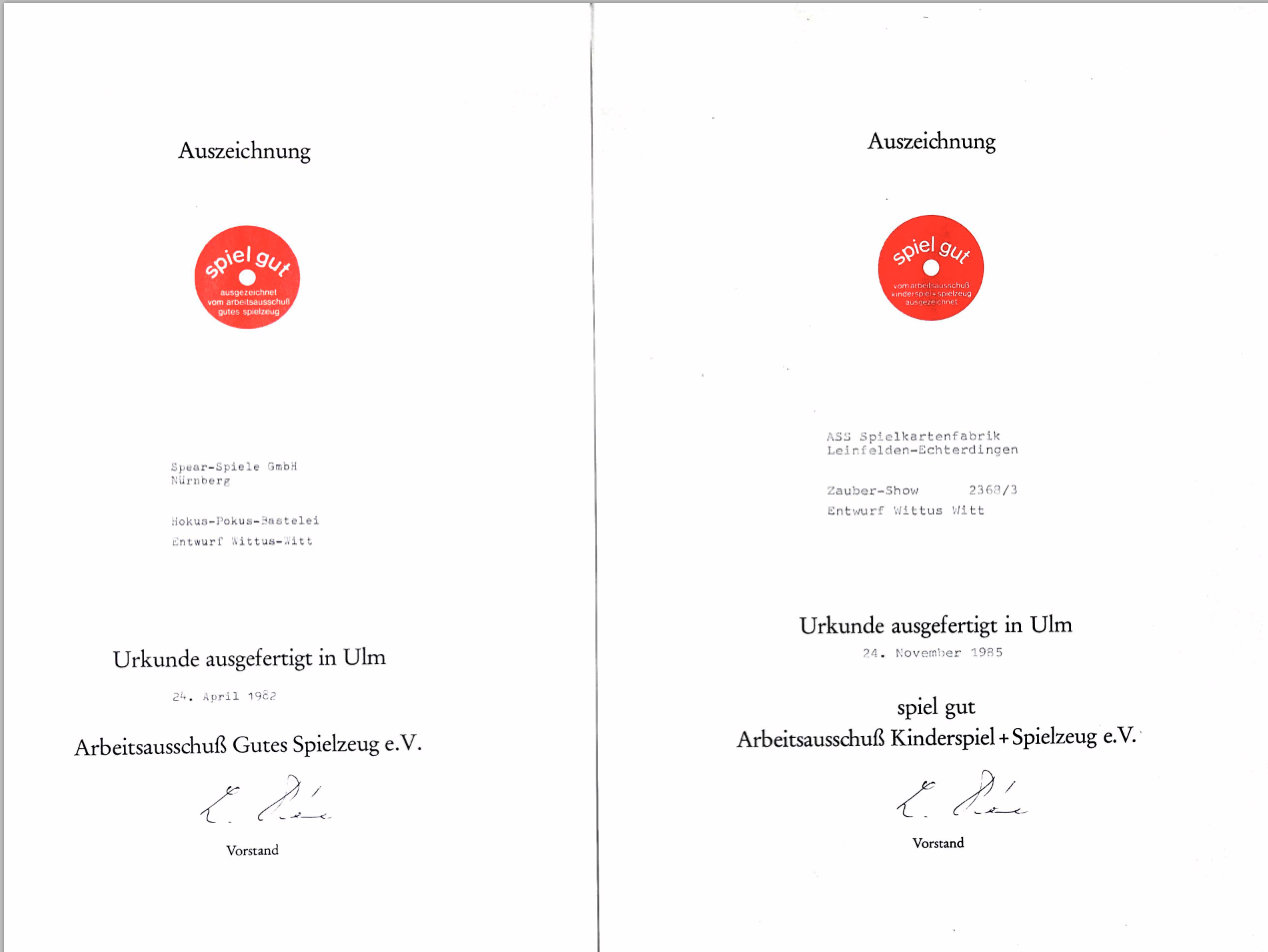
spiel gut-Urkunden für Wittus Witt

- Die Kunst der Täuschung, gemeinsam mit Flip, Fernsehfilm von Mario Angelo und Wolf Hengstenberg, WDR, 1984
- Zauberhaft, (komplette Programmmoderation) West 3, ausgestrahlt am 29. Dezember 1990[25]
- Applaus-Applaus, (komplette Programmmoderation) ARD, ausgestrahlt am 17. Januar 1991[25]
- Zauberserie Tele-Zauber mit Wittus Witt im WDR, 1993 bis 1996, zweimal pro Monat live[26]
- Der magische Effekt, gemeinsam mit Paul Daniels, Volker Huber und Juan Tamariz, Fernsehfilm von Peter Krieg, ARTE, 1995
- Weihnachtszauber mit Wittus Witt, WDR, ausgestrahlt am 24. Dezember 1998
- Der lange Samstag, Co-Moderation mit Uta Bresan, mdr, 8. Januar 2000

## Auszeichnungen
- 1976: 1. Preis Comedy-Magic, Wien, FISM-Weltmeisterschaft der Zauberkunst
- 1993: TZ-Rose, München, Auszeichnung für hervorragende Leistung auf kulturellem Gebiet für das Programm Schöner Schein
- 1982: Auszeichnung „spiel gut“, Ulm, für den selbst entworfenen Zauberkasten „Hokus-Pokus-Bastelei“
- 1985: Auszeichnung „spiel gut“, Ulm, für den selbst entworfenen Zauberkasten „Zauber-Show“
- 1989: Guinness Buch der Rekorde: Rekord der größten Zauberkästen-Sammlung
- 1994: Guinness Buch der Rekorde: Rekord Herstellung des kleinsten Zauberkastens mit 21 Tricks in der Streichholzschachtel

## Veröffentlichungen (Auswahl)
Schriften
- Taschenspieler-Tricks. Heinrich Hugendubel Verlag, München 1986, ISBN 3-88034-273-3, 2. Aufl. 1988
- Zauberkästen. Heinrich Hugendubel Verlag, München 1987, ISBN 3-88034-338-1.
- Cortini – Monographie eines deutschen Zauberkünstlers. Magische Welt, Krefeld 1990.
- Zaubertricks – Tips und Techniken für Taschenspieler. rororo, 1994
- Werry – Ein Leben rund um die „magische“ Welt. Magische Welt, Krefeld 2001, ISBN 978-3-00-037040-3.
- Zaubern und Verzaubern. Verlag Eppe, 2008, ISBN 3-89089-862-9.
- Zaubergaukeleien. Verlag Eppe, 2008, ISBN 978-3-89089-860-5.
- 65 Zauber-Geschichten. Magische Welt, Hamburg 2014, ISBN 978-3-00-045949-8.
- Karten für Zauberer. Galerie-W, Hamburg 2014, ISBN 978-3-00-047548-1.
- MEINS. Exlibris in der Zauberkunst. Galerie-W, Hamburg 2016, ISBN 978-3-00-054055-4.
- Zauberstadt Hamburg. Magische Welt, Hamburg 2021, ISBN 978-3-947289-61-5.
- Zauberstadt München. Magische Welt, Hamburg 2022, ISBN 978-3-947289-70-7.
- Zauberstadt Berlin. Magische Welt, Hamburg, 2023, ISBN 978-3-947289-70-7.
- Wittus Witt – Zauberkünstler, Autor, Historiker, Herausgeber, Museumsleiter, Magische Welt, Hamburg, 2024, ISBN 978-3-947289-86-8

Herausgeberschaft
- Gisea Panzer: Pan Zero, Tagebucherinnerungen an 20 Jahre Leben mit der Zauberkunst, Magische Welt, Hamburg 2011, ISBN 978-3-00-037041-0.
- Ich bin ein Star wie jeder andere, Otto Wessely, Magische Welt, Hamburg 2012, ISBN 978-3-00-038148-5.
- Die Bartl-Chronik, Birgit Bartl-Engelhardt, Magische Welt, Hamburg 2019, ISBN 978-3-947289-23-3
- Die Leichtmann-Chronik, Birgit-Bartl-Engelhardt, Magische Welt, Hamburg 2019, ISBN 978-3-947289-28-8.
- Peter Milka: Alexander Heimbürger – Die Biografie. Magische Welt, Hamburg 2020, ISBN 978-3-947289-34-9
- Alexander Heimbürger: Mein Tagebuch. Bände 1 bis 9 (13. März 1840 bis 1. September 1863). Verlag Magische Welt, Hamburg 2020 und 2021.

Zaubersets
- Der Zaubergesell, Zauberkasten, Nürburg-Spiele, Franz Dumke, 1978.
- Der Zauberjunior, Zauberkasten, Nürburg-Spiele, Franz Dumke, 1978.
- Ted aktiv Bastelmappe #1, Flaschenwanderung, Schreiber Verlag, Esslingen 1980.
- Ted aktiv Bastelmappe #2, Das Becherspiel, Schreiber Verlag, Esslingen 1980.
- Faksimile-Zauberkasten „Der kleine Zauberer“ nach einem Original von 1880, Franz-Josef Holler, München.
- Hokus Pokus Bastelei, ein Bastel- und Zauberkasten, Spear-Spiele, Nürnberg 1981.
- Ted aktiv Bastelmappe #3, Würfelwanderung, Schreiber Verlag, Esslingen 1982.
- Ted aktiv Bastelmappe #4, Würfelpokal, Schreiber Verlag, Esslingen 1982.
- Faksimile-Zauberschachtel Der Zauberer nach einem Original von 1920, Franz-Josef Holler, München 1983.
- Ted aktiv Bastelmappe #5, Der blühende Kaktus, Schreiber Verlag, Esslingen 1984.
- Wittus Witt Zaubershow, ein Bastel- und Zauberkasten, ASS Verlag 1985.
- Zaubertricks, SIMEX Basteln, Richard Simm&Söhne, 1988.
- Faksimile-Zauberkasten „L’Escamoteur“ nach einem Original von 1920, Franz-Josef Holler, München 1988.
- Zaubermappe 1, Schreiber-Modellbau-Bogen, Esslingen 1990.
- Zaubermappe 2, Schreiber-Modellbau-Bogen, Esslingen 1990.
- Wittus Witts gewitzte Zauber-Spiele, 21 Tricks in der Streichholzschachtel. 1. Auflage, Eigenverlag 1991, 2. Aufl. 2022.
- Canon Zaubertricks. Die Magie der Farben: CLC 300, ein Zauberset für Canon, Auflage 350 Exemplare, 1991.